# Södra Åby socken
Södra Åby socken i Skåne ingick i Vemmenhögs härad, uppgick 1967 i Trelleborgs stad och området ingår sedan 1971 i Trelleborgs kommun och motsvarar från 2016 Södra Åby distrikt.
Socknens areal är 13,63 kvadratkilometer varav 13,59 land. År 2000 fanns här 325 invånare. Kyrkbyn Södra Åby med sockenkyrkan Södra Åby kyrka ligger i socknen. 

## Administrativ historik
Socknen har medeltida ursprung. 
Vid kommunreformen 1862 övergick socknens ansvar för de kyrkliga frågorna till Södra Åby församling och för de borgerliga frågorna bildades Södra Åby landskommun. Landskommunen uppgick 1952 i Klagstorps landskommun som uppgick 1967 i Trelleborgs stad som ombildades 1971 till Trelleborgs kommun. Församlingen uppgick 2002 i Källstorps församling.
1 januari 2016 inrättades distriktet Södra Åby, med samma omfattning som församlingen hade 1999/2000.  
Socknen har tillhört län, fögderier, tingslag och domsagor enligt vad som beskrivs i artikeln Vemmenhögs härad. De indelta soldaterna tillhörde Södra skånska infanteriregementet, Vemmenhögs kompani och Skånska dragonregementet, Vemmenhögs skvadron, Haglösa kompani.

## Geografi
Södra Åby socken ligger öster om Trelleborg. Socknen är en odlad slättbygd på Söderslätt.

## Fornlämningar
Från stenåldern finns ett par boplatser. Från bronsåldern finns fem gravhögar. 

## Namnet
Namnet skrevs 1133 Aby, 1410 Aby syndre och kommer från kyrkbyn. Efterleden innehåller by, 'gård; by'. Förleden innehåller å syftande på en å i grannbyn Norra Åby.